# Raphaël Varane
Pour les articles homonymes, voir Varane.
Raphaël Varane, né le 25 avril 1993 à Lille (Nord), est un footballeur international français qui évolue au poste de défenseur central de 2010 à 2024.
Formé au RC Lens, il signe au Real Madrid dès l'âge de 18 ans sur les recommandations de Zinédine Zidane. Durant sa période Merengue (2011-2021), il devient progressivement titulaire aux côtés du capitaine Sergio Ramos et l'un des meilleurs défenseurs d'Europe. Il est notamment trois fois champion d'Espagne et quatre fois vainqueur de la Ligue des champions de l'UEFA en 2014, 2016, 2017 et 2018 au sein d'une génération dorée dont il est un acteur majeur. 
Dix ans plus tard, il quitte l'Espagne pour rejoindre l'équipe anglaise de Manchester United. Il y remporte la Coupe de la Ligue puis la FA Cup avant de rejoindre le club italien de Côme où il ne dispute qu'un seul match. Usé par de nombreuses blessures, il met terme à sa carrière en 2024.
Sur le plan international, Varane est appelé pour la première fois en équipe de France en 2013. Il fait ensuite partie des cadres en défense de Didier Deschamps qui disputent la Coupe du monde 2014, où les Bleus atteignent les quarts de finale. Blessé, il ne participe pas à l'Euro 2016, mais retrouve sa place de titulaire en défense centrale pour remporter la Coupe du monde 2018 où il est buteur face à l'Uruguay en quart de finale. Quelques mois après la finale perdue face à l'Argentine lors de la Coupe du monde 2022, il annonce sa retraite internationale après 93 sélections sous le maillot bleu.

## Biographie

### Formation au RC Lens
Raphaël Xavier Varane est né à Lille de père martiniquais et de mère amandinoise. Après avoir commencé le sport par le rugby, il opte pour le football dans le club d'Hellemmes, commune associée à la capitale des Flandres. Repéré à l'âge de neuf ans par le Racing Club de Lens, club important de la région et alors qu'il est en poussins, il y fait trois essais avant de l'intégrer définitivement en 2002. Comme la plupart des jeunes de la région engagés par Lens, Varane commence sa formation au centre de Liévin avant de passer la majorité de son temps au centre d'entraînement de la Gaillette. À l'âge de 13 ans, la maladie d'Osgood-Schlatter touche successivement ses deux genoux et le prive de football pendant huit mois. D'année en année, il monte de catégorie, toujours en étant en avance sur les autres jeunes en matière de précocité. À seize ans, en 2009, alors qu'il vient d'être sacré vice-champion de France des moins de dix-sept ans,, il est propulsé chez les moins de dix-neuf et gagne sa place au fil des matchs, étant le « joueur le plus régulier depuis le début de saison » selon l'un de ses entraîneurs, Éric Assadourian.
Conscients de son potentiel, les dirigeants lensois lui proposent un contrat professionnel de trois ans avec plusieurs années optionnelles, que Varane accepte au mois d'avril 2010. La saison suivante, le jeune nordiste intègre l'équipe réserve du RC Lens, engagée en championnat de France amateur, et se confronte à des joueurs beaucoup plus vieux et expérimentés que lui. Pas du tout déstabilisé ou mis en difficulté, il enchaîne les bonnes performances et est même nommé capitaine de l'équipe par l'entraîneur Olivier Bijotat,. Entretemps, il dispute ses premières rencontres sous le maillot tricolore des moins de dix-huit ans, et marque même un but pour ses débuts contre le Danemark.

### RC Lens

#### Saison 2010-2011: débuts en professionnel à seulement dix-sept ans

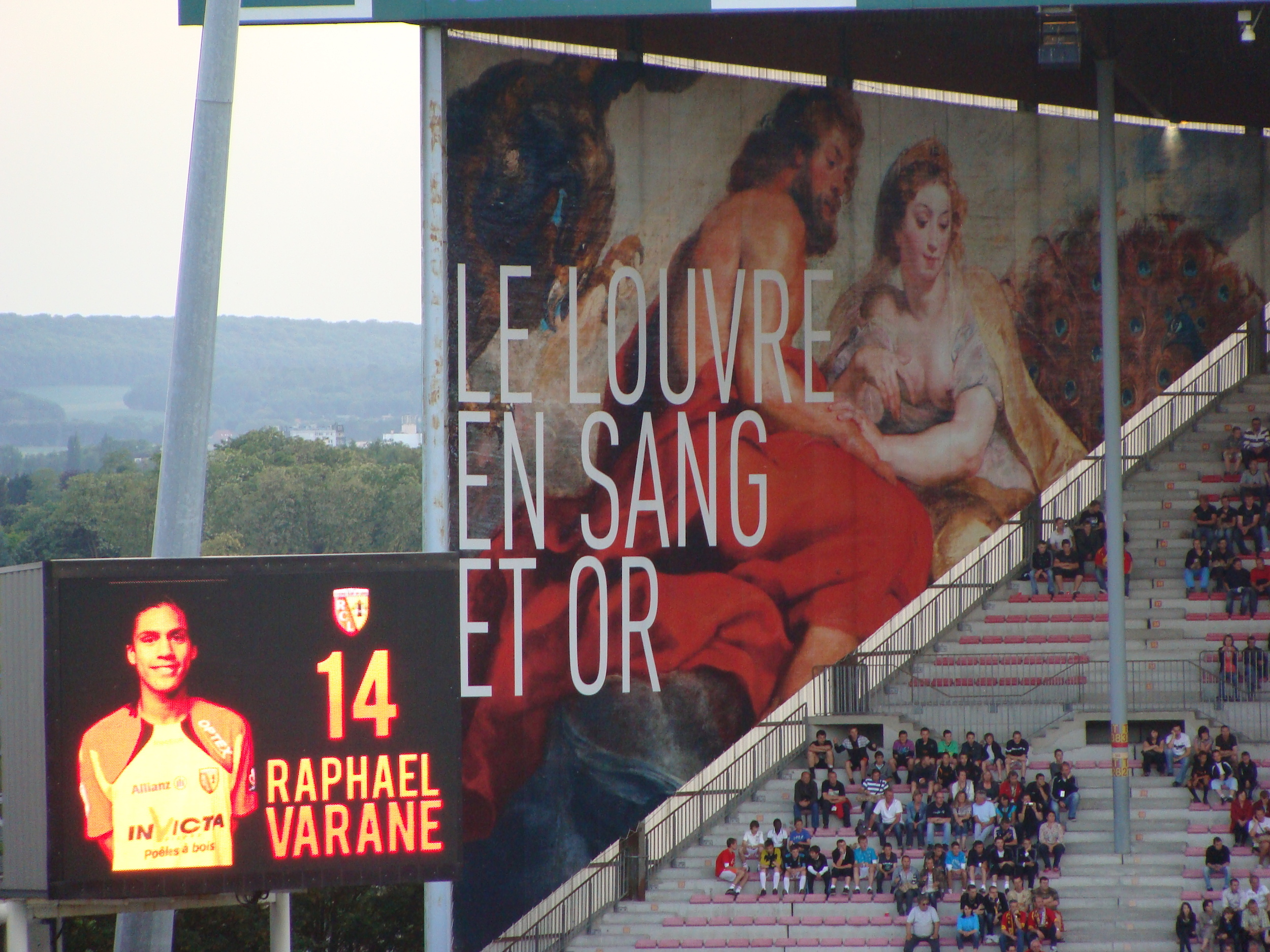
Raphaël Varane sous les couleurs de Lens.

Le 16 octobre 2010, il est appelé pour la première fois dans le groupe professionnel de Jean-Guy Wallemme pour la réception du Stade rennais le lendemain, mais reste sur le banc de touche le soir du match. Il porte alors le no 34. Rappelé les semaines suivantes, il profite finalement de la suspension d'Alaeddine Yahia pour être titularisé au sein de la défense centrale du RC Lens en Ligue 1, aux côtés d'Éric Chelle et face au Montpellier HSC. Rassurant, comme sur son intervention « porte-manteau » décisive devant l'attaquant Souleymane Camara, il attire déjà les convoitises de grands clubs européens comme Manchester United,,.

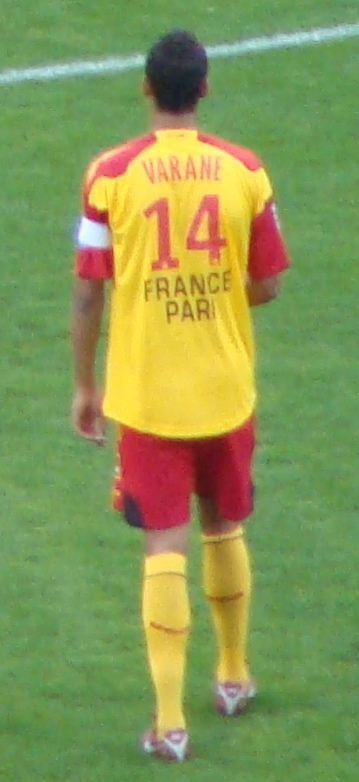
Raphaël Varane, capitaine de Lens le 21 mai 2011.

Pensionnaire régulier du groupe professionnel, il refait trois autres apparitions sur les terrains de France avant la trêve hivernale, dont une en tant que milieu défensif contre les Girondins de Bordeaux. Malgré le changement d'entraîneur, Varane joue toujours autant en début d'année 2011, associé à « l'ancien » Franck Queudrue, et voit les résultats de son club s'améliorer. Désormais sous la houlette de László Bölöni, il hérite également du no 14. Le 1er février, les dirigeants lensois activent les deux années optionnelles de son contrat, qui est donc prolongé jusqu'en juin 2015. Deux jours plus tard, Varane est sélectionné pour la première fois en équipe de France espoirs par Erick Mombaerts, spécialiste pour lancer des jeunes comme il l'a fait avec Yann M'Vila ou Mamadou Sakho. Face à la Slovaquie le 8 février, le joueur lensois entre en jeu pour le dernier quart d'heure, alors que son équipe mène déjà trois à zéro. Sélectionné le mois suivant, il joue deux matchs, dont un en tant que titulaire face à la Tchéquie, et sort à nouveau invaincu de sa semaine tricolore.
Alors qu'il enchaîne les rencontres de championnat, Varane marque son premier but en professionnel lors de la trente-quatrième journée contre le SM Caen et offre l'égalisation à son équipe. Il retrouve le chemin des filets, une nouvelle fois de la tête à la réception d'un corner, contre l'AS Monaco deux journées plus tard, donnant le point du nul au Racing à la quatre-vingt-quatorzième minute de jeu. Mais ce but ne permet pas à son équipe d'éviter la relégation, et relance les rumeurs de transfert le concernant,. Lors de la journée suivante, contre Arles-Avignon, il porte à seulement dix-huit ans et pour la première fois le brassard de capitaine.

### Real Madrid

#### Saison 2011-2012: découverte du très haut niveau
Révélation lensoise de la saison 2010-2011, Varane est convoité sérieusement par trois équipes : le Paris Saint-Germain, Manchester United et le Real Madrid. Lens en Ligue 2, son départ semble inéluctable et les offres arrivent sur le bureau du président Gervais Martel une fois le dernier match de championnat joué. En pleine période de baccalauréat, Varane visite les installations du club madrilène peu avant la date de son examen, et décide de rejoindre le Real sur les conseils notamment de Zinédine Zidane,, conseiller du président Florentino Pérez et initiateur de sa venue en Espagne. Le 22 juin, le président Martel confirme lors d'une séance de questions-réponses avec les supporters lensois avoir accepté l'offre du Real, d'une valeur de dix millions d'euros hors bonus. Cinq jours plus tard, le joueur passe sa visite médicale à Madrid et signe officiellement son contrat, portant sur une durée de six ans,. Il devient par la même occasion le plus jeune joueur recruté par Florentino Pérez. Parce que c'était une priorité pour lui malgré l'engouement médiatique et son nouveau statut, il obtient son baccalauréat économique et social le 5 juillet au lycée Henri Darras à Liévin.

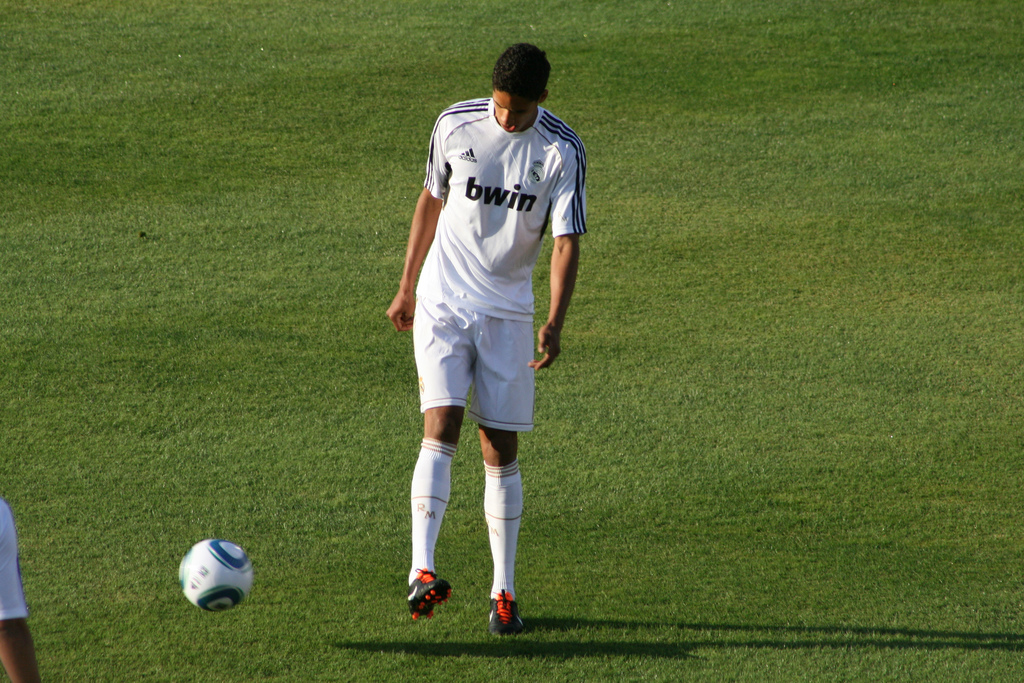
Raphaël Varane à l'entraînement du Real Madrid à Los Angeles, le 16 juillet 2011.

Après avoir participé aux tournées estivales du club, Varane s'assoit comme prévu sur le banc de touche lors des premiers matchs officiels du Real. Mais profitant de l'indisponibilité de Fábio Coentrão et Pepe, il participe pour la première fois à une rencontre de Liga le 21 septembre, étant titulaire lors de la cinquième journée contre le Racing de Santander avec le no 19 sur le dos. Lors de ce match, Madrid ne peut faire mieux qu'un nul et Varane, associé à Ricardo Carvalho, réussit à protéger son gardien Iker Casillas qui n'encaisse pas de but. Trois jours plus tard, Carvalho étant blessé, Raphaël Varane est de nouveau titularisé par José Mourinho en défense centrale lors de la réception du Rayo Vallecano. Auteur à nouveau d'un bon match, l'ancien lensois marque d'une aile de pigeon son premier but sous les couleurs madrilènes lors de la large victoire de son club (6-2). Il devient par la même occasion le plus jeune joueur non espagnol à marquer un but avec Madrid, et le quatrième dans toute l'histoire de la Liga,. Le 27 septembre, Varane joue son premier match de Ligue des champions à Santiago Bernabéu contre le club néerlandais de l'Ajax Amsterdam et l'emporte trois à zéro. Il devient ainsi le troisième plus jeune madridista de l'histoire à faire ses débuts dans la plus prestigieuse des compétitions européennes, derrière Raúl et Iker Casillas.
Les titulaires habituels rétablis, Varane fait son retour sur le banc de touche madrilène, mais ne perd pas pour autant sa place chez les espoirs français. Le 14 novembre, il marque son premier but avec les Bleuets à Angers contre la Slovaquie. Il profite ensuite, au Real, des indisponibilités ou de la faible importance d'un match pour jouer quelquefois de plus, comme en Liga contre Grenade, en Coupe du Roi contre Ponferradina ou même en quart de finale de Ligue des champions face à l'APOEL Nicosie. Ainsi, pour sa première saison en Espagne, Raphaël Varane dispute neuf matchs de championnat, quatre de Ligue des champions et deux de Coupe d'Espagne. Le Real Madrid étant sacré en ligue nationale, le jeune nordiste ajoute un premier trophée à son palmarès professionnel.

#### Saison 2012-2013: confirmation et premiers pas en Bleu

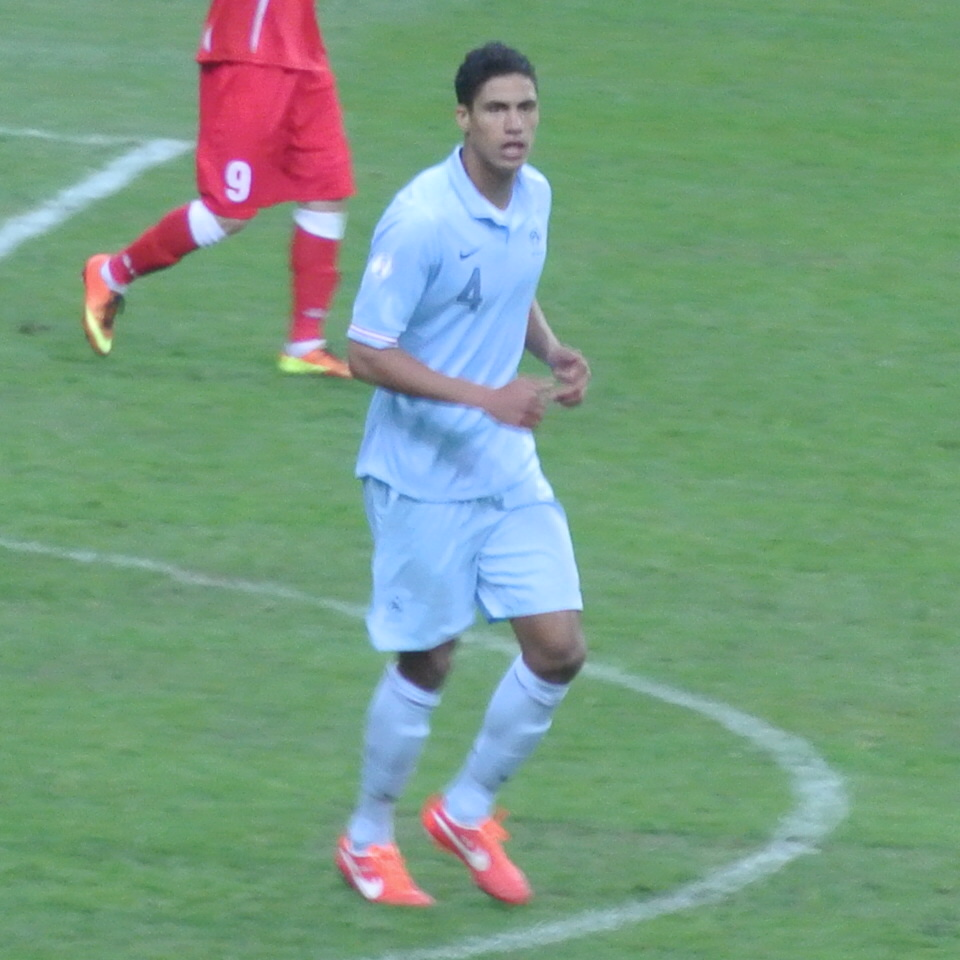
Raphaël Varane, en équipe de France, lors de sa première sélection contre la Géorgie, le 22 mars 2013.

Avant le début de sa deuxième saison au Real Madrid, il se voit attribuer le no 2 au détriment de Ricardo Carvalho, annoncé partant.
Le 9 août 2012, alors que la plupart des championnats européens n'ont pas encore commencé, Varane est appelé pour la première fois en équipe nationale pour une rencontre amicale contre l'Uruguay par Didier Deschamps pour son premier match à la tête de la sélection. Au stade Océane du Havre, il reste sur le banc de touche durant toute la rencontre. De retour à Madrid, le jeune défenseur ne joue pas pendant plus d'un mois, assistant par exemple du banc à la victoire de son club en Supercoupe d'Espagne, et fait l'objet de rumeurs de prêt. Il dispute finalement son premier match lors de la première journée de la Ligue des champions, face à Manchester City le 18 septembre (victoire 3–2). Le 30 septembre, il prend part à la victoire de son club cinq buts à un sur le Deportivo La Corogne, disputant par la même occasion son premier match en championnat cette saison. Par la suite, il est titularisé à plusieurs reprises, dans toutes les compétitions, et est cité en exemple par son entraîneur pour ses bonnes prestations.
En début d'année 2013, ses apparitions sur le terrain se font encore plus nombreuses. Le 30 janvier, il inscrit de la tête le but de l'égalisation face au FC Barcelone, en demi-finale aller de la Coupe du Roi, après avoir réussi à maitriser les attaquants adverses lors de son premier Clásico,. Ce but fait de lui le plus jeune joueur de l'histoire du Real Madrid à marquer contre le Barça, effaçant le record anciennement détenu par Raúl. Varane devient par la même occasion le deuxième plus jeune étranger à inscrire un but dans un Clásico, derrière Lionel Messi. Il reçoit ainsi de nombreux éloges, Emilio Butragueño qualifiant par exemple sa performance de « sensationnelle ». Le lendemain, il est rappelé en sélection afin d'affronter l'Allemagne, mais ne peut tenir sa place à cause d'une blessure à l'ischio-jambier droit.
Le 13 février, lors des huitièmes de finale de la Ligue des champions, il est une nouvelle fois titularisé en défense centrale. Deux semaines plus tard, il est préféré à Pepe lors de la manche retour de coupe nationale, marque un but et réalise à nouveau une performance remarquée. Enchaînant les rencontres en club, Raphaël Varane est de nouveau appelé en mars en équipe nationale et honore sa première sélection contre la Géorgie le 22 mars (victoire 3–1), en étant associé en défense centrale à Mamadou Sakho. À la suite de cette rencontre, il devient le plus jeune défenseur ayant jamais commencé un match avec l'équipe de France. Quatre jours plus tard, il commence une deuxième fois la partie lors du choc du groupe I opposant la France à l'Espagne, à côté cette fois-ci de Laurent Koscielny, et réalise un bon match malgré la défaite 1–0 de l'équipe de France.
Peu avant la fin de sa saison très convaincante, il est victime d'une rupture du ménisque, lors de la 35e journée de championnat face à l'Espanyol à la suite d'un contact avec Mubarak Wakaso. Il manque ainsi la finale de la Coupe du Roi, la tournée des Bleus en Amérique du Sud et la Coupe du monde des moins de 20 ans (remportée par la France), puisque éloigné des terrains pour une durée estimée à au moins six semaines. Pour sa deuxième année au Real, Varane, qui a su gagner une place de titulaire, aura joué un total de trente-trois matchs toutes compétitions confondues (et donc doublé son score de 2011-2012), dont onze de Ligue des champions.

#### Saison 2013-2014: consécration européenne
Plus de quatre mois après son opération du ménisque, Raphaël Varane reprend l'entraînement collectif avec le Real sous les ordres d'un nouvel entraîneur, Carlo Ancelotti. Le 2 octobre, il joue son premier match en cette saison 2013-2014, en Ligue des champions contre le FC Copenhague, étant titularisé à côté de Pepe, et fait ainsi son retour après avoir manqué près d'un mois et demi de compétition. Le lendemain, il est rappelé en sélection par Didier Deschamps, qui le juge « important pour l’avenir de l’équipe de France ». Le 5 octobre, il dispute son premier match de Liga 2013-2014 sur la pelouse de Levante, et délivre une passe décisive sur l'égalisation du Real qui s'imposera finalement 3-2.
Le 5 novembre, face à la Juventus, en Ligue des champions, Raphaël Varane se rend coupable des deux buts encaissés par son équipe. Après avoir concédé le premier penalty de sa carrière sur un tacle mal maîtrisé sur son coéquipier chez les Bleus, Paul Pogba, qui permettra l'ouverture du score, il est de nouveau fautif sur l'égalisation de Fernando Llorente qu'il ne serre pas d'assez près.
Malgré la perte de sa place en défense centrale au profit de la charnière Sergio Ramos-Pepe, c'est lui qui est associé à l'Espagnol pour disputer la finale de la Ligue des champions. Face à l'Atlético Madrid, Champion d'Espagne, le Real s'impose 4-1 en prolongations après avoir arraché l'égalisation à la 90+3e minute et remporte cette fameuse Decima (la 10e victoire en C1 du club). Il devient par la même occasion, le plus jeune français vainqueur de la compétition, et bat le record détenu par Nicolas Anelka avec ce même Real Madrid en 2000.
Lors de la coupe du monde de football 2014, Varane participe aux cinq rencontres de l'équipe de France éliminée en quart de finale par l'Allemagne, future lauréate du trophée. Ce match France-Allemagne est remporté par les Allemands un but à zéro, une réalisation inscrite de la tête par Mats Hummels qui prend le meilleur sur Varane en un contre un lors d'un coup de pied arrêté.

#### Saison 2014-2015: saison blanche avec les Madrilènes

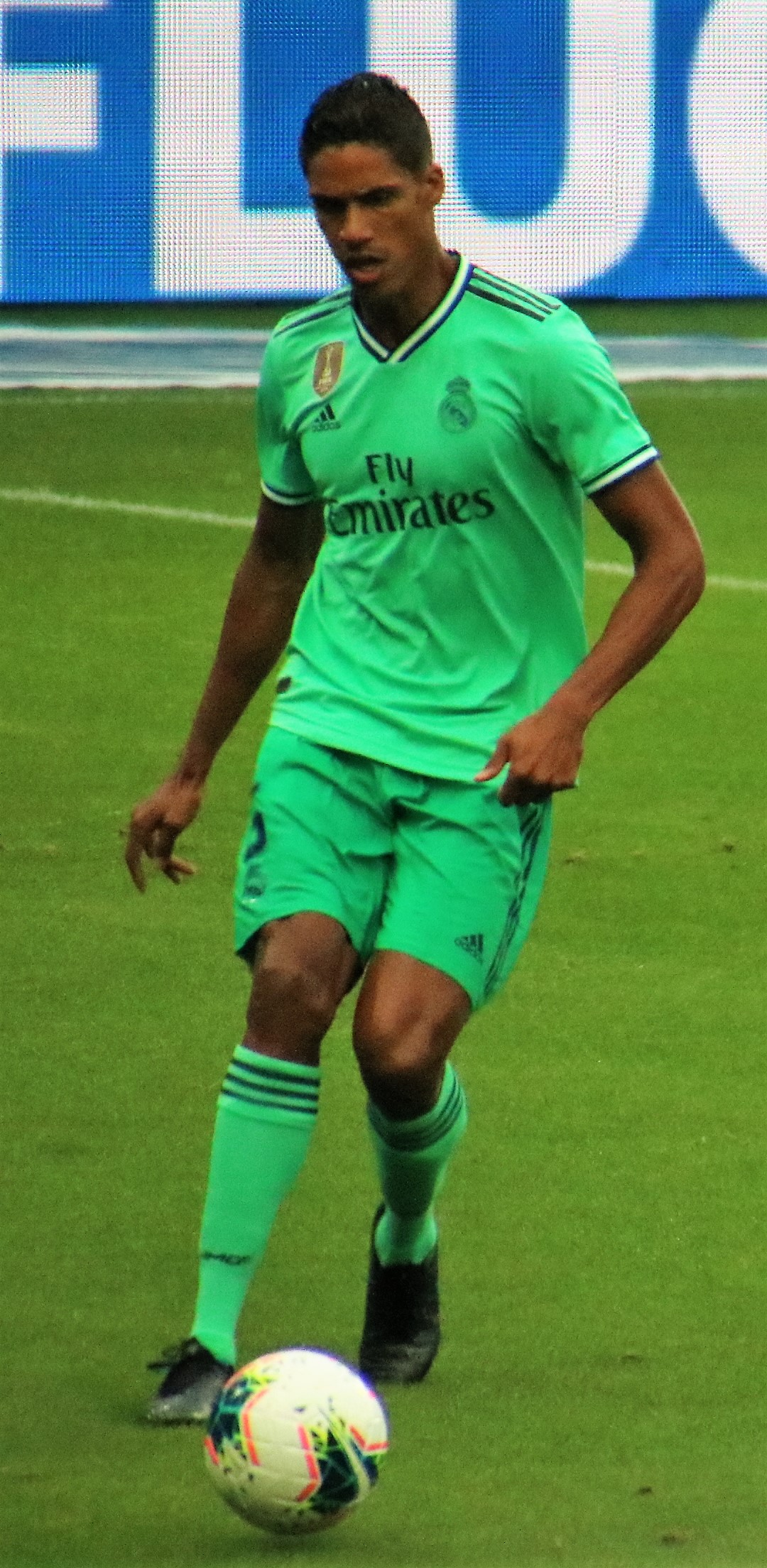
Varane avec le Real Madrid en 2019.

Au début de sa quatrième saison en Espagne, Raphaël Varane est troisième dans la hiérarchie des défenseurs centraux du Real Madrid. Néanmoins, il parvient à obtenir un temps de jeu honorable en palliant les absences successives de Pepe et Sergio Ramos, en jouant notamment face à l'Atlético Madrid en Supercoupe d'Espagne et face à Liverpool en Ligue des champions. Didier Deschamps en fait l'homme de base de la défense de l'équipe de France et lui offre le brassard de capitaine lors du match amical contre l'Arménie, le 14 octobre 2014. Il devient ainsi le plus jeune capitaine de l'histoire des Bleus (21 ans, 5 mois, 19 jours) depuis Étienne Jourde en 1910 (20 ans et 3 mois). Le 29 octobre 2014, lors d'un match de Coupe d'Espagne face à l'UE Cornellá, Carlo Ancelotti effectue un léger turn-over et le titularise. Les Madrilènes remportent le match 4-1 avec un doublé de Varane. À nouveau capitaine avec la France au Stade Vélodrome à Marseille, il marque son premier but contre la Suède permettant à l'équipe de remporter le match 1-0. Sa performance est saluée par certains médias.
Le 26 mars 2015, en match amical contre le Brésil, il inscrit son second but avec les Bleus sur une reprise de la tête d'un corner tiré par Mathieu Valbuena.

#### Saison 2015-2016: deuxième victoire en Ligue des champions et forfait pour l'Euro
Raphaël Varane commence la saison 2015-2016 sous les ordres d'un nouvel entraîneur, Rafael Benitez. Celui-ci fait évoluer la hiérarchie en défense centrale en début de saison, permettant à Varane d'être titulaire. Il fait ainsi partie de l'équipe de départ du Real Madrid dans 12 des 13 premières rencontres officielles de la saison où le club madrilène se distingue en étant la meilleure défense du championnat espagnol. Benitez est remplacé en cours de saison par Zinedine Zidane. L'entraîneur français privilégie en deuxième moitié de saison l'association de Pepe et Sergio Ramos en défense. Il est par contre l'élément de base de la défense de l'équipe de France.
Il fait partie de la liste des 23 joueurs français sélectionnés pour disputer l'Euro 2016. Le 22 mai, il subit une déchirure au muscle biceps fémoral gauche. Sa convalescence étant estimée à quatre semaines, cette durée l'amène à renoncer à disputer la finale de la Ligue des champions opposant son équipe à l'Atlético Madrid puis à l'Euro en France pour lequel il devait être titulaire. Adil Rami est appelé dans le groupe de 23 pour pallier le forfait du défenseur madrilène.

#### Saison 2016-2017: champion d'Espagne et troisième victoire en Ligue des champions
Raphaël Varane rejoue en club après l'Euro 2016 et change une nouvelle fois de numéro, la troisième fois depuis son arrivée au club, pour prendre le numéro 5, ancien numéro de son entraîneur, Zinedine Zidane. Il gagne en août la Supercoupe d'Europe. Lors de cette saison, Varane gagne une place de titulaire au détriment du Portugais Pepe. Réussissant une bonne première moitié de saison, le défenseur est ensuite confronté à des rechutes physiques. Il remporte toutefois la Ligue des champions en tant que titulaire contre la Juventus, le 3 juin 2017.

#### Saison 2017-2018: quatrième victoire en Ligue des champions et champion du monde

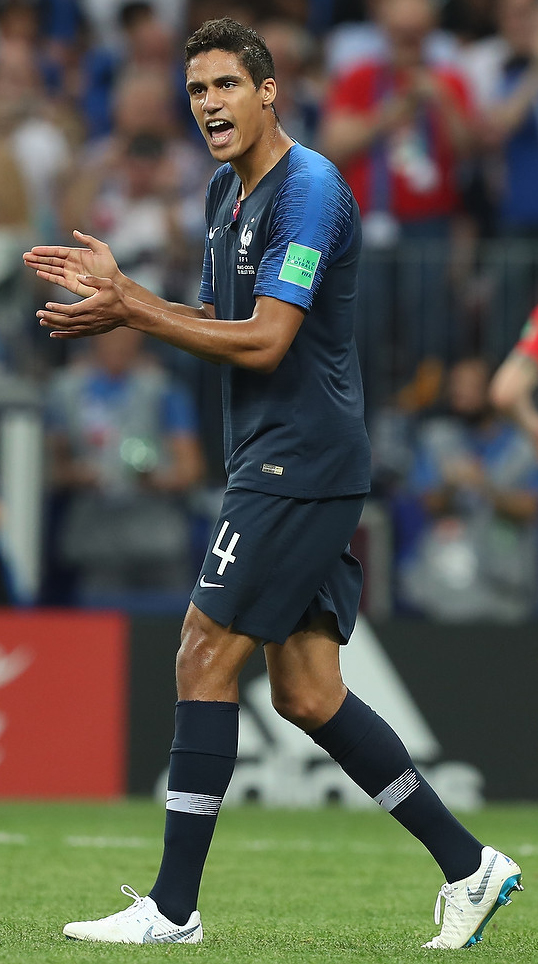
Raphaël Varane lors de la finale de la Coupe du monde remportée par la France face à la Croatie 4-2, le 15 juillet 2018 à Moscou.

Le Portugais Pepe parti en Turquie, Varane profite de cette saison pour s'affirmer en tant que titulaire en club. Il gagne à nouveau la Ligue des champions le 26 mai 2018 face à Liverpool. Appelé à disputer la Coupe du monde, il participe à la victoire des Bleus par un but de la tête face à l'Uruguay en quarts de finale (victoire 2-0). Le 15 juillet, il devient champion du monde après la victoire des Bleus (4-2) face aux Croates. Il est le seul français à avoir participé à toute la compétition, soit sept matchs et 630 minutes sur les terrains russes. Il est par ailleurs le quatrième joueur à remporter la Ligue des champions et la Coupe du monde la même année, après Christian Karembeu en 1998, Roberto Carlos en 2002, et Sami Khedira en 2014 qui étaient tous eux aussi des joueurs du Real Madrid quand ils ont gagné le Mondial.

#### Saison 2018-2019: saison compliquée après le Mondial
Pour son retour au Real Madrid, Varane découvre un nouvel entraîneur (Julen Lopetegui qui a remplacé Zinédine Zidane). Cité parmi les prétendants au Ballon d'or, le défenseur est le préféré de Noël Le Graët dans une interview du 10 octobre. Malgré son année 2018 de haut vol, bien qu'entachée d'un début de saison 2018-2019 très en dessous de son niveau habituel, Raphaël Varane voit le ballon d'or lui échapper. Au classement, il termine à la septième place, ce qui le place sur le podium au niveau des représentants français, derrière Antoine Griezmann et Kylian Mbappé.
Il réalise la première passe décisive de sa carrière en bleu pour Kingsley Coman lors d’un match qui oppose la France à l’Albanie.

#### Saison 2019-2020: troisième sacre de champion d'Espagne
En novembre 2019, Raphaël Varane égalise pour la France contre la Moldavie avant la pause (score final 2-1).
Le 18 janvier 2020, il dispute son 300e match sous les couleurs du Real Madrid contre le Séville FC (victoire 2-1).
Le 7 août 2020, les Citizens éliminent le Real en huitième de finale de la Ligue des champions en s'imposant pour la deuxième fois par 2-1. En l'absence de Sergio Ramos, suspendu, le défenseur central français est impliqué sur les deux buts encaissés, en perdant un duel avec Gabriel Jesus dans sa surface (9e), puis avec une remise en retrait pour Courtois de la tête, interceptée par l'attaquant brésilien. Il s'attire les critiques de la presse en Espagne, où Marca titre « Varane condamne le Real Madrid » et évoque « des erreurs inappropriées pour un champion du monde », alors qu'As explique qu'il a « ouvert la porte à Manchester City ».
Il est tout de même champion d'Espagne en fin de saison 2019-2020.

#### Saison 2020-2021: dernière saison avec le Real Madrid

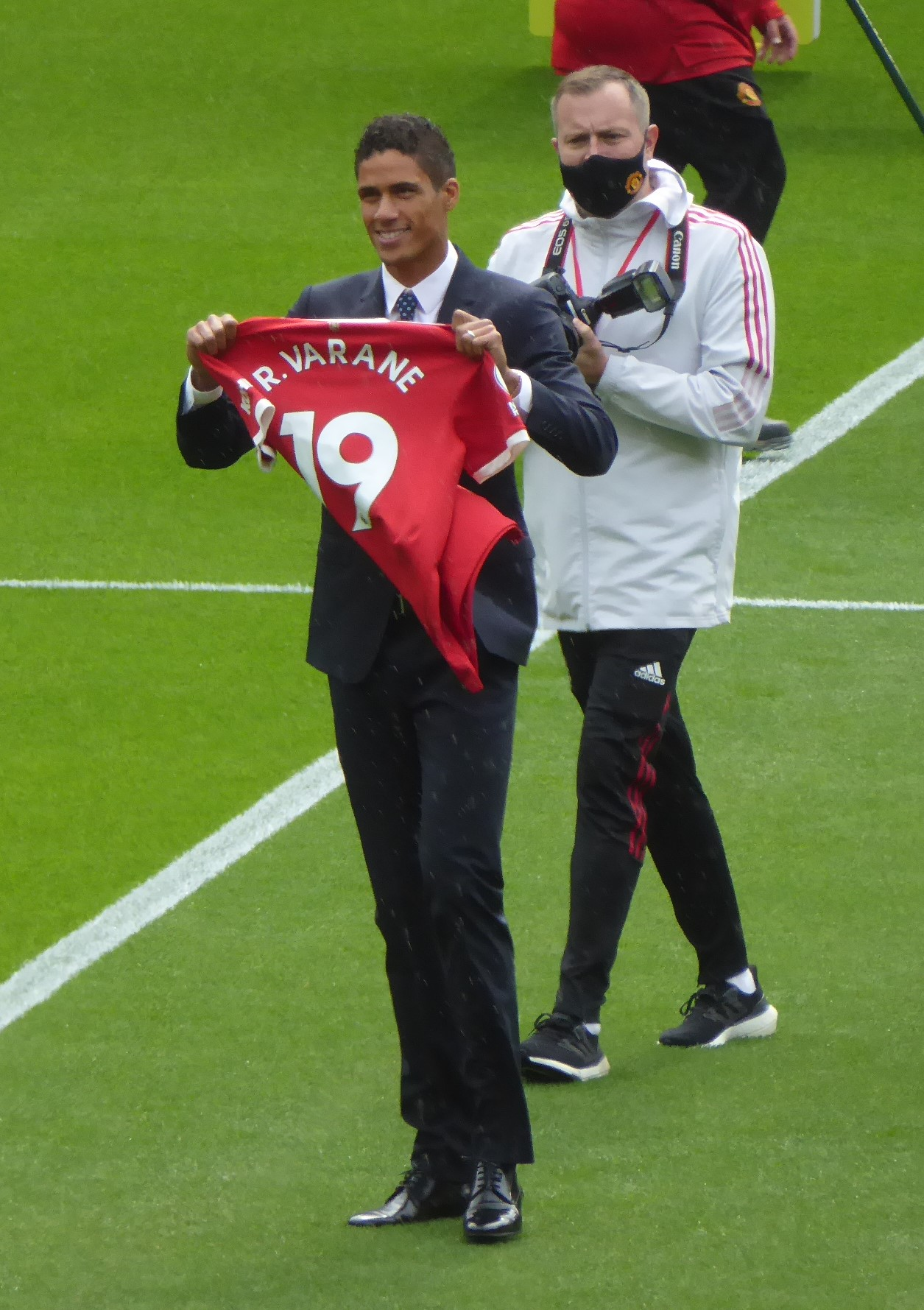
Varane lors de sa présentation à Old Trafford en août 2021.

Depuis le coup d'envoi de la Liga en septembre 2020, Raphaël Varane se montre assez loin de sa meilleure version avec des lacunes dans le placement et dans les duels. Il est appelé par Didier Deschamps pour jouer avec l'équipe de France contre la Finlande, le Portugal et à la Suède, mais ses performances avec les Merengues sont à nouveau compliquées. Le 8 novembre, il marque contre son camp à Valence (1-4). Le 1er décembre, le Real s'incline 2-0 contre le Shakhtar Donetsk, une erreur de Varane étant à l'origine d'un but adverse pour la troisième fois de la saison de Ligue des Champions. Ces derniers mois, Raphaël Varane n'a pas eu le moindre problème de blessures. Il n'a manqué qu'un match, celui face à Liverpool lors des quarts de finale de la C1, placé à l'isolement car touché par le Covid-19. Touché contre Osasuna, le Français sera absent pour une durée estimée à 10 jours. Il est forfait pour le match de demi finale retour face à Chelsea. Le défenseur central souffre des adducteurs droits. Chelsea fait sensation dans le dernier carré de la Ligue des champions et sort le Real Madrid (1-1 à l’aller, 2-0 au retour). L'Atlético Madrid est également sacré champion d'Espagne devant le Real Madrid.

### Manchester United

#### Saison 2021-2022: début mitigée avec les Red Devils
Le 27 juillet 2021, Manchester United annonce avoir trouvé un accord avec le Real Madrid pour le transfert du défenseur en attente de sa visite médicale. Le 30 juillet 2021, le Real Madrid annonce que le joueur a fait ses adieux au président et à ses coéquipiers. Le 14 août 2021, le club annonce sa signature : Raphaël Varane quitte le club espagnol après 10 ans pour rejoindre le club mancunien. pour environ 40 M€. Il signe un contrat de 4 ans.
Il joue son premier match pour Manchester United le 29 août 2021, à l'occasion d'une rencontre de Premier League face à Wolverhampton Wanderers. Il est titulaire ce jour-là et se montre décisif en étant l'auteur de la passe décisive pour Mason Greenwood, sur le seul but du match, qui permet aux siens de l'emporter,. Varane inscrit son premier but pour les Red Devils le 2 mai 2022 contre le Brentford FC, en championnat. Il participe ainsi à la victoire de son équipe par trois buts à zéro,.

#### Saison 2022-2023: retraite internationale et premier trophée avec Manchester United
Il est sélectionné avec l'équipe de France pour disputer la Coupe du monde au Qatar dont il finira finaliste. Le 2 février 2023, à l'âge de 29 ans, il annonce sa retraite internationale. Raphaël Varane remporte son premier trophée avec Manchester United face à Newcastle (2-0)  en finale de la Coupe de la Ligue anglaise.

#### Saison 2023-2024: Dernière saison ponctuée de blessures
En début de saison, une première blessure l'écarte pour plusieurs matchs, mais il revient en charnière centrale aux côtés de Jonny Evans au début de l'année 2024,,. Mais une nouvelle blessure arrive en fin de saison. C'est le 14 mai 2024, que Varane annonce qu'il quitte Manchester United après trois ans passés au club,. En juillet il signe à Côme pour rejoindre la Serie A.

#### Fin de carrière à Côme (2024)
Le 28 juillet 2024, Varane signe chez le promu Italien de Côme 1907 avec un contrat de deux ans. Une blessure, au mois d'août, contraint toutefois le club à ne pas l'inscrire sur la liste des joueurs susceptibles de jouer le championnat. 
Le 25 septembre 2024, il annonce mettre un terme à sa carrière de joueur, en prenant sa retraite à l'âge de 31 ans.

## Statistiques

### En club
| Saison                | Club                  | Championnat           | Championnat | Championnat | Coupe(s) nationale(s) | Coupe(s) nationale(s) | Supercoupe | Supercoupe | Compétition(s) continentale(s) | Compétition(s) continentale(s) | Compétition(s) continentale(s) | Supercoupe UEFA | Supercoupe UEFA | Coupe du monde des clubs | Coupe du monde des clubs | Total | Total |
| Saison                | Club                  | Division              | M.          | B.          | M.                    | B.                    | M.         | B.         | Comp.                          | M.                             | B.                             | M.              | B.              | M.                       | B.                       | M.    | B.    |
| 2010-2011             | RC Lens               | Ligue 1               | 23          | 2           | 1                     | 0                     | -          | -          | -                              | -                              | -                              | -               | -               | -                        | -                        | 24    | 2     |
| 2011-2012             | Real Madrid           | Liga                  | 9           | 1           | 2                     | 1                     | -          | -          | C1                             | 4                              | 0                              | -               | -               | -                        | -                        | 15    | 2     |
| 2012-2013             | Real Madrid           | Liga                  | 15          | 0           | 7                     | 2                     | 0          | 0          | C1                             | 11                             | 0                              | -               | -               | -                        | -                        | 33    | 2     |
| 2013-2014             | Real Madrid           | Liga                  | 14          | 0           | 2                     | 0                     | -          | -          | C1                             | 7                              | 0                              | -               | -               | -                        | -                        | 23    | 0     |
| 2014-2015             | Real Madrid           | Liga                  | 27          | 0           | 4                     | 2                     | 1          | 0          | C1                             | 12                             | 0                              | 0               | 0               | 2                        | 0                        | 46    | 2     |
| 2015-2016             | Real Madrid           | Liga                  | 26          | 0           | 0                     | 0                     | -          | -          | C1                             | 7                              | 0                              | -               | -               | -                        | -                        | 33    | 0     |
| 2016-2017             | Real Madrid           | Liga                  | 23          | 1           | 3                     | 1                     | -          | -          | C1                             | 10                             | 2                              | 1               | 0               | 2                        | 0                        | 39    | 4     |
| 2017-2018             | Real Madrid           | Liga                  | 27          | 0           | 1                     | 0                     | 2          | 0          | C1                             | 11                             | 0                              | 1               | 0               | 2                        | 0                        | 44    | 0     |
| 2018-2019             | Real Madrid           | Liga                  | 32          | 2           | 4                     | 0                     | -          | -          | C1                             | 4                              | 0                              | 1               | 0               | 2                        | 0                        | 43    | 2     |
| 2019-2020             | Real Madrid           | Liga                  | 32          | 2           | 1                     | 1                     | 2          | 0          | C1                             | 8                              | 0                              | -               | -               | -                        | -                        | 43    | 3     |
| 2020-2021             | Real Madrid           | Liga                  | 31          | 2           | 0                     | 0                     | 1          | 0          | C1                             | 9                              | 0                              | -               | -               | -                        | -                        | 41    | 2     |
| Sous-total            | Sous-total            | Sous-total            | 236         | 8           | 24                    | 7                     | 6          | 0          | -                              | 83                             | 2                              | 3               | 0               | 8                        | 0                        | 360   | 17    |
| 2021-2022             | Manchester United     | Premier League        | 22          | 1           | 2                     | 0                     | -          | -          | C1                             | 5                              | 0                              | -               | -               | -                        | -                        | 29    | 1     |
| 2022-2023             | Manchester United     | Premier League        | 24          | 0           | 5                     | 0                     | -          | -          | C3                             | 5                              | 0                              | -               | -               | -                        | -                        | 34    | 0     |
| 2023-2024             | Manchester United     | Premier League        | 22          | 1           | 6                     | 0                     | -          | -          | C1                             | 4                              | 0                              | -               | -               | -                        | -                        | 32    | 1     |
| Sous-total            | Sous-total            | Sous-total            | 68          | 2           | 13                    | 0                     | -          | -          | -                              | 14                             | 0                              | -               | -               | -                        | -                        | 95    | 2     |
| 2024-2025             | Côme 1907             | Serie A               | 0           | 0           | 1                     | 0                     | -          | -          | -                              | -                              | -                              | -               | -               | -                        | -                        | 1     | 0     |
| Total sur la carrière | Total sur la carrière | Total sur la carrière | 327         | 12          | 39                    | 7                     | 6          | 0          | -                              | 97                             | 2                              | 3               | 0               | 8                        | 0                        | 480   | 21    |

### En sélection nationale
| Années                | Sélection             | Phases finales         | Phases finales | Phases finales | Phases finales | Éliminatoires | Éliminatoires | Éliminatoires | Éliminatoires | Amicaux | Amicaux | Amicaux | Autres compétitions | Autres compétitions | Autres compétitions | Autres compétitions | Total | Total | Total |
| Années                | Sélection             | Comp.                  | M.             | B.             | P.d.           | Comp.         | M.            | B.            | P.d.          | M.      | B.      | P.d.    | Comp.               | M.                  | B.                  | P.d.                | M.    | B.    | P.d.  |
| --------------------- | --------------------- | ---------------------- | -------------- | -------------- | -------------- | ------------- | ------------- | ------------- | ------------- | ------- | ------- | ------- | ------------------- | ------------------- | ------------------- | ------------------- | ----- | ----- | ----- |
| 2012                  | France                | -                      | -              | -              | -              | CdM 2014      | -             | -             | -             | 0       | 0       | 0       | -                   | -                   | -                   | -                   | 0     | 0     | 0     |
| 2013                  | France                | -                      | -              | -              | -              | CdM 2014      | 3             | 0             | 0             | 1       | 0       | 0       | -                   | -                   | -                   | -                   | 4     | 0     | 0     |
| 2014                  | France                | Coupe du monde 2014    | 5              | 0              | 0              | -             | -             | -             | -             | 8       | 1       | 0       | -                   | -                   | -                   | -                   | 13    | 1     | 0     |
| 2015                  | France                | -                      | -              | -              | -              | -             | -             | -             | -             | 10      | 1       | 0       | -                   | -                   | -                   | -                   | 10    | 1     | 0     |
| 2016                  | France                | Euro 2016              | -              | -              | -              | CdM 2018      | 4             | 0             | 0             | 4       | 0       | 0       | -                   | -                   | -                   | -                   | 8     | 0     | 0     |
| 2017                  | France                |                        |                |                |                | CdM 2018      | 3             | 0             | 0             | 2       | 0       | 0       | -                   | -                   | -                   | -                   | 5     | 0     | 0     |
| 2018                  | France                | Coupe du monde 2018    | 7              | 1              | 0              | -             | -             | -             | -             | 3       | 0       | 0       | LdN                 | 4                   | 0                   | 0                   | 14    | 1     | 0     |
| 2019                  | France                | -                      | -              | -              | -              | Euro 2020     | 9             | 2             | 1             | 1       | 0       | 0       | -                   | -                   | -                   | -                   | 10    | 2     | 1     |
| 2020                  | France                | -                      | -              | -              | -              | -             | -             | -             | -             | 2       | 0       | 0       | LdN                 | 5                   | 0                   | 0                   | 7     | 0     | 0     |
| 2021                  | France                | Euro 2020              | 4              | 0              | 0              | CdM 2022      | 4             | 0             | 0             | 2       | 0       | 0       | -                   | -                   | -                   | -                   | 12    | 0     | 0     |
| 2021                  | France                | Ligue des nations 2021 | 2              | 0              | 0              | CdM 2022      | 4             | 0             | 0             | 2       | 0       | 0       | -                   | -                   | -                   | -                   | 12    | 0     | 0     |
| 2022                  | France                | Coupe du monde 2022    | 6              | 0              | 0              | -             | -             | -             | -             | 2       | 0       | 0       | LdN                 | 2                   | 0                   | 0                   | 10    | 0     | 0     |
| Total sur la carrière | Total sur la carrière | Total sur la carrière  | 24             | 1              | 0              | -             | 23            | 2             | 1             | 35      | 2       | 0       | -                   | 11                  | 0                   | 0                   | 93    | 5     | 1     |

### Listes des matches internationaux
| Matchs internationaux de Raphaël Varane | Matchs internationaux de Raphaël Varane | Matchs internationaux de Raphaël Varane   | Matchs internationaux de Raphaël Varane | Matchs internationaux de Raphaël Varane | Matchs internationaux de Raphaël Varane        | Matchs internationaux de Raphaël Varane                             |
|                                         | Date                                    | Lieu                                      | Adversaire                              | Résultat                                | Compétition                                    | Notes                                                               |
| --------------------------------------- | --------------------------------------- | ----------------------------------------- | --------------------------------------- | --------------------------------------- | ---------------------------------------------- | ------------------------------------------------------------------- |
| 1.                                      | 22 mars 2013                            | Stade de France, Saint-Denis              | Géorgie                                 | 3 - 1                                   | Éliminatoires Coupe du monde 2014              | Titulaire.                                                          |
| 2.                                      | 26 mars 2013                            | Stade de France, Saint-Denis              | Espagne                                 | 0 - 1                                   | Éliminatoires Coupe du monde 2014              | Titulaire.                                                          |
| 3.                                      | 11 octobre 2013                         | Parc des Princes, Paris                   | Australie                               | 6 - 0                                   | Match amical                                   | Titulaire.                                                          |
| 4.                                      | 19 novembre 2013                        | Stade de France, Saint-Denis              | Ukraine                                 | 3 - 0                                   | Barrages Coupe du monde 2014                   | Titulaire.                                                          |
| 5.                                      | 5 mars 2014                             | Stade de France, Saint-Denis              | Pays-Bas                                | 2 - 0                                   | Match amical                                   | Titulaire.                                                          |
| 6.                                      | 8 juin 2014                             | Stade Pierre-Mauroy, Villeneuve-d'Ascq    | Jamaïque                                | 8 - 0                                   | Match amical                                   | Titulaire.                                                          |
| 7.                                      | 15 juin 2014                            | Stade José-Pinheiro-Borda, Porto Alegre   | Honduras                                | 3 - 0                                   | Coupe du monde 2014                            | Titulaire.                                                          |
| 8.                                      | 20 juin 2014                            | Itaipava Arena Fonte Nova, Salvador       | Suisse                                  | 2 - 5                                   | Coupe du monde 2014                            | Titulaire.                                                          |
| 9.                                      | 25 juin 2014                            | Stade Maracanã, Rio de Janeiro            | Équateur                                | 0 - 0                                   | Coupe du monde 2014                            | Titulaire.                                                          |
| 10.                                     | 30 juin 2014                            | Stade Mané-Garrincha, Brasilia            | Nigeria                                 | 2 - 0                                   | Coupe du monde 2014                            | Titulaire.                                                          |
| 11.                                     | 4 juillet 2014                          | Stade Maracanã, Rio de Janeiro            | Allemagne                               | 0 - 1                                   | Coupe du monde 2014                            | Titulaire.                                                          |
| 12.                                     | 4 septembre 2014                        | Stade de France, Saint-Denis              | Espagne                                 | 1 - 0                                   | Match amical                                   | Titulaire.                                                          |
| 13.                                     | 7 septembre 2014                        | Stade du Partizan, Belgrade               | Serbie                                  | 1 - 1                                   | Match amical                                   | Titulaire.                                                          |
| 14.                                     | 11 octobre 2014                         | Stade de France, Saint-Denis              | Portugal                                | 2 - 1                                   | Match amical                                   | Titulaire.                                                          |
| 15.                                     | 14 octobre 2014                         | Stade Hrazdan, Erevan                     | Arménie                                 | 0 - 3                                   | Match amical                                   | Titulaire.                                                          |
| 16.                                     | 14 novembre 2014                        | Stade de la route de Lorient, Rennes      | Albanie                                 | 1 - 1                                   | Match amical                                   | Titulaire.                                                          |
| 17.                                     | 18 novembre 2014                        | Stade Vélodrome, Marseille                | Suède                                   | 1 - 0                                   | Match amical                                   | Titulaire.                                                          |
| 18.                                     | 26 mars 2015                            | Stade de France, Saint-Denis              | Brésil                                  | 1 - 3                                   | Match amical                                   | Titulaire.                                                          |
| 19.                                     | 29 mars 2015                            | Geoffroy-Guichard, Saint-Étienne          | Danemark                                | 2 - 0                                   | Match amical                                   | Titulaire.                                                          |
| 20.                                     | 7 juin 2015                             | Stade de France, Saint-Denis              | Belgique                                | 3 - 4                                   | Match amical                                   | Titulaire.                                                          |
| 21.                                     | 13 juin 2015                            | Elbasan Arena, Elbasan                    | Albanie                                 | 1 - 0                                   | Match amical                                   | Titulaire.                                                          |
| 22.                                     | 4 septembre 2015                        | Stade José Alvalade XXI, Lisbonne         | Portugal                                | 0 - 1                                   | Match amical                                   | Titulaire.                                                          |
| 23.                                     | 7 septembre 2015                        | Stade Matmut-Atlantique, Bordeaux, France | Serbie                                  | 2 - 1                                   | Match amical                                   | Titulaire.                                                          |
| 24.                                     | 8 octobre 2015                          | Allianz Riviera, Nice                     | Arménie                                 | 4 - 0                                   | Match amical                                   | Titulaire.                                                          |
| 25.                                     | 11 octobre 2015                         | Parken Stadium, Copenhague                | Danemark                                | 1 - 2                                   | Match amical                                   | Titulaire et remplacé par Kurt Zouma à la 46e minute de jeu.        |
| 26.                                     | 13 novembre 2015                        | Stade de France, Saint-Denis              | Allemagne                               | 2 - 0                                   | Match amical                                   | Titulaire.                                                          |
| 27.                                     | 17 novembre 2015                        | Stade de Wembley, Londres                 | Angleterre                              | 2 - 0                                   | Match amical                                   | Titulaire.                                                          |
| 28.                                     | 25 mars 2016                            | Amsterdam ArenA, Amsterdam                | Pays-Bas                                | 1 - 2                                   | Match amical                                   | Titulaire.                                                          |
| 29.                                     | 29 mars 2016                            | Stade de France, Saint-Denis              | Russie                                  | 4 - 2                                   | Match amical                                   | Titulaire.                                                          |
| 30.                                     | 1er septembre 2016                      | Stade San Nicola, Bari                    | Italie                                  | 1 - 3                                   | Match amical                                   | Titulaire.                                                          |
| 31.                                     | 6 septembre 2016                        | Borisov Arena, Borisov                    | Biélorussie                             | 0 - 0                                   | Éliminatoires Coupe du monde 2018              | Titulaire.                                                          |
| 32.                                     | 7 octobre 2016                          | Stade de France, Saint-Denis              | Bulgarie                                | 4 - 1                                   | Éliminatoires Coupe du monde 2018              | Titulaire.                                                          |
| 33.                                     | 10 octobre 2016                         | Amsterdam ArenA, Amsterdam                | Pays-Bas                                | 0 - 1                                   | Éliminatoires Coupe du monde 2018              | Titulaire.                                                          |
| 34.                                     | 11 novembre 2016                        | Stade de France, Saint-Denis              | Suède                                   | 2 - 1                                   | Éliminatoires Coupe du monde 2018              | Titulaire.                                                          |
| 35.                                     | 15 novembre 2016                        | Stade Bollaert-Delelis, Lens              | Côte d'Ivoire                           | 0 - 0                                   | Match amical                                   | Titulaire et remplacé par Laurent Koscielny à la 45e minute de jeu. |
| 36.                                     | 9 juin 2017                             | Friends Arena, Solna                      | Suède                                   | 2 - 1                                   | Éliminatoires Coupe du monde 2018              | Titulaire.                                                          |
| 37.                                     | 13 juin 2017                            | Stade de France, Saint-Denis              | Angleterre                              | 3 - 2                                   | Match amical                                   | Titulaire.                                                          |
| 38.                                     | 7 octobre 2017                          | Stade national Vassil-Levski, Sofia       | Bulgarie                                | 1 - 0                                   | Éliminatoires Coupe du monde 2018              | Titulaire.                                                          |
| 39.                                     | 10 octobre 2017                         | Stade de France, Saint-Denis              | Biélorussie                             | 2 - 1                                   | Éliminatoires Coupe du monde 2018              | Titulaire.                                                          |
| 40.                                     | 14 novembre 2017                        | RheinEnergieStadion, Cologne              | Allemagne                               | 2 - 2                                   | Match amical                                   | Titulaire.                                                          |
| 41.                                     | 23 mars 2018                            | Stade de France, Saint-Denis              | Colombie                                | 2 - 3                                   | Match amical                                   | Titulaire.                                                          |
| 42.                                     | 9 juin 2018                             | Parc Olympique lyonnais, Décines-Charpieu | États-Unis                              | 1 - 1                                   | Match amical                                   | Titulaire.                                                          |
| 43.                                     | 16 juin 2018                            | Kazan Arena, Kazan                        | Australie                               | 2 - 1                                   | Coupe du monde 2018                            | Titulaire.                                                          |
| 44.                                     | 21 juin 2018                            | Iekaterinbourg Arena, iekaterinbourg      | Pérou                                   | 1 - 0                                   | Coupe du monde 2018                            | Titulaire.                                                          |
| 45.                                     | 26 juin 2018                            | Stade Loujniki, Moscou                    | Danemark                                | 0 - 0                                   | Coupe du monde 2018                            | Titulaire.                                                          |
| 46.                                     | 30 juin 2018                            | Kazan Arena, Kazan                        | Argentine                               | 4 - 3                                   | Coupe du monde 2018                            | Titulaire.                                                          |
| 47.                                     | 6 juillet 2018                          | Stade de Nijni Novgorod, Nijni Novgorod   | Uruguay                                 | 0 - 2                                   | Coupe du monde 2018                            | Titulaire.                                                          |
| 48.                                     | 10 juillet 2018                         | Stade Krestovski, Saint-Pétersbourg       | Belgique                                | 1 - 0                                   | Coupe du monde 2018                            | Titulaire.                                                          |
| 49.                                     | 15 juillet 2018                         | Stade Loujniki, Moscou                    | Croatie                                 | 4 - 2                                   | Coupe du monde 2018                            | Titulaire.                                                          |
| 50.                                     | 6 septembre 2018                        | Allianz Arena, Munich                     | Allemagne                               | 0 - 0                                   | Ligue des nations 2018-2019                    | Titulaire.                                                          |
| 51.                                     | 9 septembre 2018                        | Stade de France, Saint-Denis              | Pays-Bas                                | 2 - 1                                   | Ligue des nations 2018-2019                    | Titulaire.                                                          |
| 52.                                     | 11 octobre 2018                         | Stade de Roudourou, Guingamp              | Islande                                 | 2 - 2                                   | Match amical                                   | Titulaire et remplacé par Kurt Zouma à la 45e minute de jeu.        |
| 53.                                     | 16 octobre 2018                         | Stade de France, Saint-Denis              | Allemagne                               | 2 - 1                                   | Ligue des nations 2018-2019                    | Titulaire.                                                          |
| 54.                                     | 16 novembre 2018                        | Stade de Feyenoord, Rotterdam             | Pays-Bas                                | 0 - 2                                   | Ligue des nations 2018-2019                    | Titulaire.                                                          |
| 55.                                     | 22 mars 2019                            | Stade Zimbru, Chișinău                    | Moldavie                                | 1 - 4                                   | Éliminatoires Euro 2020                        | Titulaire.                                                          |
| 56.                                     | 25 mars 2019                            | Stade de France, Saint-Denis              | Islande                                 | 4 - 0                                   | Éliminatoires Euro 2020                        | Titulaire.                                                          |
| 57.                                     | 2 juin 2019                             | Stade de la Beaujoire, Nantes             | Bolivie                                 | 2 - 0                                   | Match amical                                   | Titulaire.                                                          |
| 58.                                     | 8 juin 2019                             | Konya Stadyumu, Konya                     | Turquie                                 | 2 - 0                                   | Éliminatoires Euro 2020                        | Titulaire.                                                          |
| 59.                                     | 7 septembre 2019                        | Stade de France, Saint-Denis              | Albanie                                 | 4 - 1                                   | Éliminatoires Euro 2020                        | Titulaire.                                                          |
| 60.                                     | 10 septembre 2019                       | Stade de France, Saint-Denis              | Andorre                                 | 3 - 0                                   | Éliminatoires Euro 2020                        | Titulaire.                                                          |
| 61.                                     | 11 octobre 2019                         | Laugardalsvöllur, Reykjavik               | Islande                                 | 0 - 1                                   | Éliminatoires Euro 2020                        | Titulaire.                                                          |
| 62.                                     | 14 octobre 2019                         | Stade de France, Saint-Denis              | Turquie                                 | 1 - 1                                   | Éliminatoires Euro 2020                        | Titulaire.                                                          |
| 63.                                     | 14 novembre 2019                        | Stade de France, Saint-Denis              | Moldavie                                | 2 - 1                                   | Éliminatoires Euro 2020                        | Titulaire.                                                          |
| 64.                                     | 17 novembre 2019                        | Arena Kombëtare, Tirana                   | Albanie                                 | 0 - 2                                   | Éliminatoires Euro 2020                        | Titulaire.                                                          |
| 65.                                     | 5 septembre 2020                        | Stade de France, Saint-Denis              | Suède                                   | 1 - 0                                   | Ligue des nations 2020-2021                    | Titulaire.                                                          |
| 66.                                     | 7 octobre 2020                          | Stade de France, Saint-Denis              | Ukraine                                 | 7 - 1                                   | Match amical                                   | Entre en jeu à la place de Dayot Upamecano à la 46e minute de jeu.  |
| 67.                                     | 11 octobre 2020                         | Stade de France, Saint-Denis              | Portugal                                | 0 - 0                                   | Ligue des nations 2020-2021                    | Titulaire.                                                          |
| 68.                                     | 14 octobre 2020                         | Stade Maksimir, Zagreb                    | Croatie                                 | 1 - 2                                   | Ligue des nations 2020-2021                    | Titulaire.                                                          |
| 69.                                     | 11 novembre 2020                        | Stade de France, Saint-Denis              | Finlande                                | 0 - 2                                   | Match amical                                   | Entre en jeu à la place de Clément Lenglet à la 80e minute de jeu.  |
| 70.                                     | 14 novembre 2020                        | Estádio da Luz, Lisbonne                  | Portugal                                | 0 - 1                                   | Ligue des nations 2020-2021                    | Titulaire.                                                          |
| 71.                                     | 17 novembre 2020                        | Stade de France, Saint-Denis              | Suède                                   | 4 - 2                                   | Ligue des nations 2020-2021                    | Titulaire et remplacé par Kurt Zouma à la 46e minute de jeu.        |
| 72.                                     | 24 mars 2021                            | Stade de France, Saint-Denis              | Ukraine                                 | 1 - 1                                   | Éliminatoires Coupe du monde 2022              | Titulaire.                                                          |
| 73.                                     | 31 mars 2021                            | Stade Grbavica, Sarajevo                  | Bosnie-Herzégovine                      | 0 - 1                                   | Éliminatoires Coupe du monde 2022              | Titulaire.                                                          |
| 74.                                     | 2 juin 2021                             | Stade de France, Saint-Denis              | Pays de Galles                          | 3 - 0                                   | Match amical                                   | Titulaire.                                                          |
| 75.                                     | 8 juin 2021                             | Stade de France, Saint-Denis              | Bulgarie                                | 3 - 0                                   | Match amical                                   | Titulaire.                                                          |
| 76.                                     | 15 juin 2021                            | Allianz Arena, Munich                     | Allemagne                               | 1 - 0                                   | Euro 2020                                      | Titulaire.                                                          |
| 77.                                     | 19 juin 2021                            | Stade Ferenc-Puskás, Budapest             | Hongrie                                 | 1 - 1                                   | Euro 2020                                      | Titulaire.                                                          |
| 78.                                     | 23 juin 2021                            | Stade Ferenc-Puskás, Budapest             | Portugal                                | 2 - 2                                   | Euro 2020                                      | Titulaire.                                                          |
| 79.                                     | 28 juin 2021                            | Arena Națională, Bucarest                 | Suisse                                  | 3 - 3 4-5 t.a.b                         | Euro 2020                                      | Titulaire.                                                          |
| 80.                                     | 1er septembre 2021                      | Stade de la Meinau, Strasbourg            | Bosnie-Herzégovine                      | 1 - 1                                   | Éliminatoires Coupe du monde 2022              | Titulaire.                                                          |
| 81.                                     | 7 septembre 2021                        | Parc Olympique lyonnais, Décines-Charpieu | Finlande                                | 2 - 0                                   | Éliminatoires Coupe du monde 2022              | Titulaire.                                                          |
| 82.                                     | 7 octobre 2021                          | Juventus Stadium, Turin                   | Belgique                                | 2 - 3                                   | Phase finale de la Ligue des nations 2020-2021 | Titulaire.                                                          |
| 83.                                     | 10 octobre 2021                         | Stade San Siro, Milan                     | Espagne                                 | 1 - 2                                   | Phase finale de la Ligue des nations 2020-2021 | Titulaire et remplacé par Dayot Upamecano à la 43e minute de jeu.   |
| 84.                                     | 25 mars 2022                            | Stade Vélodrome, Marseille                | Côte d'Ivoire                           | 2 - 1                                   | Match amical                                   | Titulaire et remplacé par William Saliba à la 59e minute de jeu.    |
| 85.                                     | 29 mars 2022                            | Stade Pierre-Mauroy, Villeneuve-d'Ascq    | Afrique du Sud                          | 5 - 0                                   | Match amical                                   | Titulaire et remplacé par Jules Koundé à la 80e minute de jeu.      |
| 86.                                     | 3 juin 2022                             | Stade de France, Saint-Denis              | Danemark                                | 1 - 2                                   | Ligue des nations 2022-2023                    | Titulaire et remplacé par William Saliba à la 61e minute de jeu.    |
| 87.                                     | 22 septembre 2022                       | Stade de France, Saint-Denis              | Autriche                                | 2 - 0                                   | Ligue des nations 2022-2023                    | Titulaire.                                                          |
| 88.                                     | 26 novembre 2022                        | Stade 974, Doha                           | Danemark                                | 2 - 1                                   | Coupe du monde 2022                            | Titulaire et remplacé par Ibrahima Konaté à la 75e minute de jeu.   |
| 89.                                     | 30 novembre 2022                        | Stade Education City, Al Rayyan           | Tunisie                                 | 1 - 0                                   | Coupe du monde 2022                            | Titulaire et remplacé par William Saliba à la 63e minute de jeu.    |
| 90.                                     | 4 décembre 2022                         | Stade Al-Thumama, Doha                    | Pologne                                 | 3 - 1                                   | Coupe du monde 2022                            | Titulaire.                                                          |
| 91.                                     | 10 décembre 2022                        | Stade Al-Bayt, Al-Khor                    | Angleterre                              | 1 - 2                                   | Coupe du monde 2022                            | Titulaire.                                                          |
| 92.                                     | 14 décembre 2022                        | Stade Al-Bayt, Al-Khor                    | Maroc                                   | 2 - 0                                   | Coupe du monde 2022                            | Titulaire.                                                          |
| 93.                                     | 18 décembre 2022                        | Stade de Lusail, Lusail                   | Argentine                               | 3 - 3 4-2 t.a.b                         | Coupe du monde 2022                            | Titulaire et remplacé par Ibrahima Konaté à la 113e minute de jeu.  |

### Liste des buts internationaux
| Buts internationaux de Raphaël Varane | Buts internationaux de Raphaël Varane | Buts internationaux de Raphaël Varane           | Buts internationaux de Raphaël Varane | Buts internationaux de Raphaël Varane | Buts internationaux de Raphaël Varane | Buts internationaux de Raphaël Varane | Buts internationaux de Raphaël Varane | Buts internationaux de Raphaël Varane |
|                                       | Date                                  | Lieu                                            | Adversaire                            | Résultat                              | Score                                 | Compétition                           | Notes                                 | Sel.                                  |
| ------------------------------------- | ------------------------------------- | ----------------------------------------------- | ------------------------------------- | ------------------------------------- | ------------------------------------- | ------------------------------------- | ------------------------------------- | ------------------------------------- |
| 1.                                    | 18 novembre 2014                      | Stade Vélodrome, Marseille, France              | Suède                                 | 1 - 0                                 | 1 - 0                                 | Match amical                          | 84e de la tête ( Antoine Griezmann ). | 17e                                   |
| 2.                                    | 26 mars 2015                          | Stade de France, Saint-Denis, France            | Brésil                                | 1 - 0                                 | 1 - 3                                 | Match amical                          | 21e de la tête ( Mathieu Valbuena ) . | 18e                                   |
| 3.                                    | 6 juillet 2018                        | Stade de Nijni Novgorod, Nijni Novgorod, Russie | Uruguay                               | 0 - 1                                 | 0 - 2                                 | Coupe du monde 2018                   | 40e de la tête ( Antoine Griezmann ). | 47e                                   |
| 4.                                    | 22 mars 2019                          | Stade Zimbru, Chișinău, Moldavie                | Moldavie                              | 0 - 2                                 | 1 - 4                                 | Éliminatoires Euro 2020               | 27e de la tête ( Antoine Griezmann ). | 55e                                   |
| 5.                                    | 14 novembre 2019                      | Stade de France, Saint-Denis, France            | Moldavie                              | 1 - 1                                 | 2 - 1                                 | Éliminatoires Euro 2020               | 35e de la tête.                       | 63e                                   |

## Palmarès
| Real Madrid (17) | Manchester United (2)                                                                                            | Équipe de France (2)                                                                                         |
| --- | --- | --- |
| - Championnat d'Espagne (3) : - Champion en 2012, 2017 et 2020 - Vice-champion en 2013, 2015, 2016 et 2021 - Coupe d'Espagne (1) : - Vainqueur en 2014 - Supercoupe d'Espagne (2) : - Vainqueur en 2017 et 2020 - Finaliste en 2014 - Ligue des champions (4) : - Vainqueur en 2014, 2016, 2017 et 2018 - Supercoupe de l'UEFA (3) : - Vainqueur en 2014, 2016, 2017 - Finaliste en 2018 - Coupe du monde des clubs (4) : - Vainqueur en 2014, 2016, 2017 et 2018 | - Coupe d'Angleterre (1) : - Vainqueur en 2024 - Finaliste en 2023 - Coupe de la Ligue (1) : - Vainqueur en 2023 | - Coupe du monde (1) : - Vainqueur en 2018 - Finaliste en 2022 - Ligue des nations (1) : - Vainqueur en 2021 |

Avec son club formateur du RC Lens, il est vice-champion de France des moins de dix-sept ans en 2009.
Raphaël Varane remporte avec le Real Madrid la Ligue des champions en 2014, 2017 et 2018 mais ne joue pas la finale de 2016 étant blessé, le championnat d'Espagne en 2012, 2017 et 2020, la Coupe du Roi en 2014 et trois Supercoupe de l'UEFA en 2014, 2016 et 2017 ainsi que la Supercoupe d'Espagne la même année. Il remporte également la Supercoupe d'Espagne en 2019-2020. Il gagne également la Coupe du monde des clubs de la FIFA en 2014, 2016, 2017 et 2018. Avec le club madrilène, il est aussi vainqueur du trophée World Football Challenge en 2011 et 2012 et le trophée Santiago Bernabéu en 2011 et 2012, deux compétitions amicales. Il est finaliste de la Supercoupe de l'UEFA 2018.
Avec l'équipe de France il remporte la Coupe du monde 2018.
À titre individuel, il est intégré dans le FIFA/FIFPro World XI en 2018.
Il est à la 7e place du Ballon d'or 2018.
Il est membre de l'équipe type Fan Dream Team de la Coupe du monde.
Il reçoit le trophée du joueur citoyen aux Trophées UNFP du football 2024

## Style de jeu
Raphaël Varane est un défenseur droitier reconnu pour son sens de l'anticipation, sa maturité, son jeu de tête et sa relance,,,. En 2014, cette aptitude à garder son calme sur le terrain, plus fréquente chez les joueurs âgés et expérimentés, est mise en avant du fait de son jeune âge (21 ans alors) notamment par son sélectionneur en équipe de France, Didier Deschamps. Ses caractéristiques le font surnommer en Espagne « Don Limpio »,,,. Thierry Henry dans la presse espagnole le compare de son côté à Fernando Hierro.

## Décoration
- Chevalier de la Légion d'honneur. Par décret du Président de la République en date du 31 décembre 2018, tous les membres de l'équipe de France championne du monde 2018 sont promus au grade de Chevalier de la Légion d'honneur[1].

## Lanceur d'alerte
En 2024, Raphaël Varane alerte sur les conséquences physiologiques des commotions cérébrales à répétition subies par les joueurs, a fortiori chez les jeunes dont le système nerveux est en cours de maturation.

## Vie privée
En juin 2015, Raphaël Varane devient l'un des ambassadeurs de l'association Make-A-Wish France, qui réalise les vœux des enfants malades.

### Vie sentimentale et descendance
Le 20 juin 2015, il se marie avec sa compagne Camille Tytgat au Touquet.
Ensemble, ils ont trois enfants : Ruben, né le 9 mars 2017, Anaïs, née le 25 octobre 2020 et Elena, née le 17 avril 2023.

### Famille
Son demi-frère cadet, Jonathan Varane (né en 2001), a été membre des U12 du RC Lens. Il remporte, en 2013, la Danone Nations Cup. Contrairement à son grand frère, il préfère jouer devant, en attaque, et rêve de devenir pro à son tour. Il signe son premier contrat professionnel en mai 2021 avec le RC Lens.
En octobre 2018, sa sœur Annabelle Varane succède à Maëva Coucke à l'élection de Miss Nord-Pas-de-Calais ; elle fait partie des trente Miss sélectionnées pour Miss France 2019. Lors de la cérémonie, elle est qualifiée parmi les 12 demi-finalistes, mais n'est pas sélectionnée dans le « top 5 » des finalistes.

### Sources
- Robin Delorme, « Varane, mature avant l’âge », So Foot,‎ 24 octobre 2012 (lire en ligne)